# Gabriel Filcík
Gabriel Filcík (* 24. července 1946 Praha) je český akademický malíř a ilustrátor.

## Život
Mezi roky 1960 a 1964 studoval pražskou Střední uměleckoprůmyslovou školu, kde byl jeho učitelem Viktor Fixl, a následně v letech 1965 až 1971 Vysokou školu uměleckoprůmyslovou, na níž ho vedl František Muzika.
Věnuje se ilustracím knih pro děti. Vedle toho se účastní také besed se čtenáři. Svým jménem ale také zaštiťuje dětské výtvarné soutěže.